# Reinhold Ferdinand Sahlberg
Pour les articles homonymes, voir Sahlberg.
Reinhold Ferdinand Sahlberg, né le 23 décembre 1811 à Åbo (grand-duché de Finlande) et mort le 18 mars 1874 à Yläne, est un médecin suédois de Finlande, sujet de l'Empire russe, qui fut explorateur et spécialiste d'histoire naturelle, notamment dans le domaine de l'entomologie. C'était le fils de l'entomologiste et botaniste Carl Reinhold Sahlberg (1774-1860) et le père de l'entomologiste et explorateur Johan Reinhold Sahlberg (1845-1920).

## Carrière
Il entre à l'âge de seize ans en 1827 à l'université impériale Alexandre d'Helsingfors nouvellement installée où enseigne son père. Il reçoit son grade de magister en 1836 et son titre de docteur en médecine en 1840. Entre 1839 et 1843, il participe à une expédition autour du monde de naturalistes qui passe par le Brésil, le Chili et jusqu'à Sitka en Alaska, puis rentre par la Sibérie.
Entre 1845 et 1852, il travaille comme assistant de zoologie et de botanique à l'université d'Helsingfors. Il repart en 1849-1851 pour le Brésil.
Les riches collections de Sahlberg se trouvent aujourd'hui au musée d'histoire naturelle de Finlande et au muséum suédois d'histoire naturelle. Parmi ses diverses publications, son ouvrage d'entomologie Monographia Geocorisarum fenniæ fait date après sa parution en 1858.

## Ouvrages de R. F. Sahlberg
- Sahlberg, R.F., 1834. Dissertatio academica novas Coleopterorum Fennicorum species sistens, 12 pp, lire en ligne
- Sahlberg, R.F., 1848. Monographia Geocorisarum Fenniae. Franckelliana, Helsingforsiae, 154 pp.

## Taxons décrits par R. F. Sahlberg
R. F. Sahlberg a notamment décrit les taxons suivants :
- Coleoptera, Aderidae
  - Phytobaenus R.F. Sahlberg, 1834
  - Phytobaenus amabilis R.F. Sahlberg, 1834
- Coleoptera, Dytiscidae
  - Hydroporus brevis R.F. Sahlberg, 1834
- Coleoptera, Nitidulidae
  - Ipidia sexguttata (R.F. Sahlberg, 1834)
- Coleoptera, Noteridae
  - Hydrocanthus socius R.F. Sahlberg, 1844